# Gravensteen (Leiden)

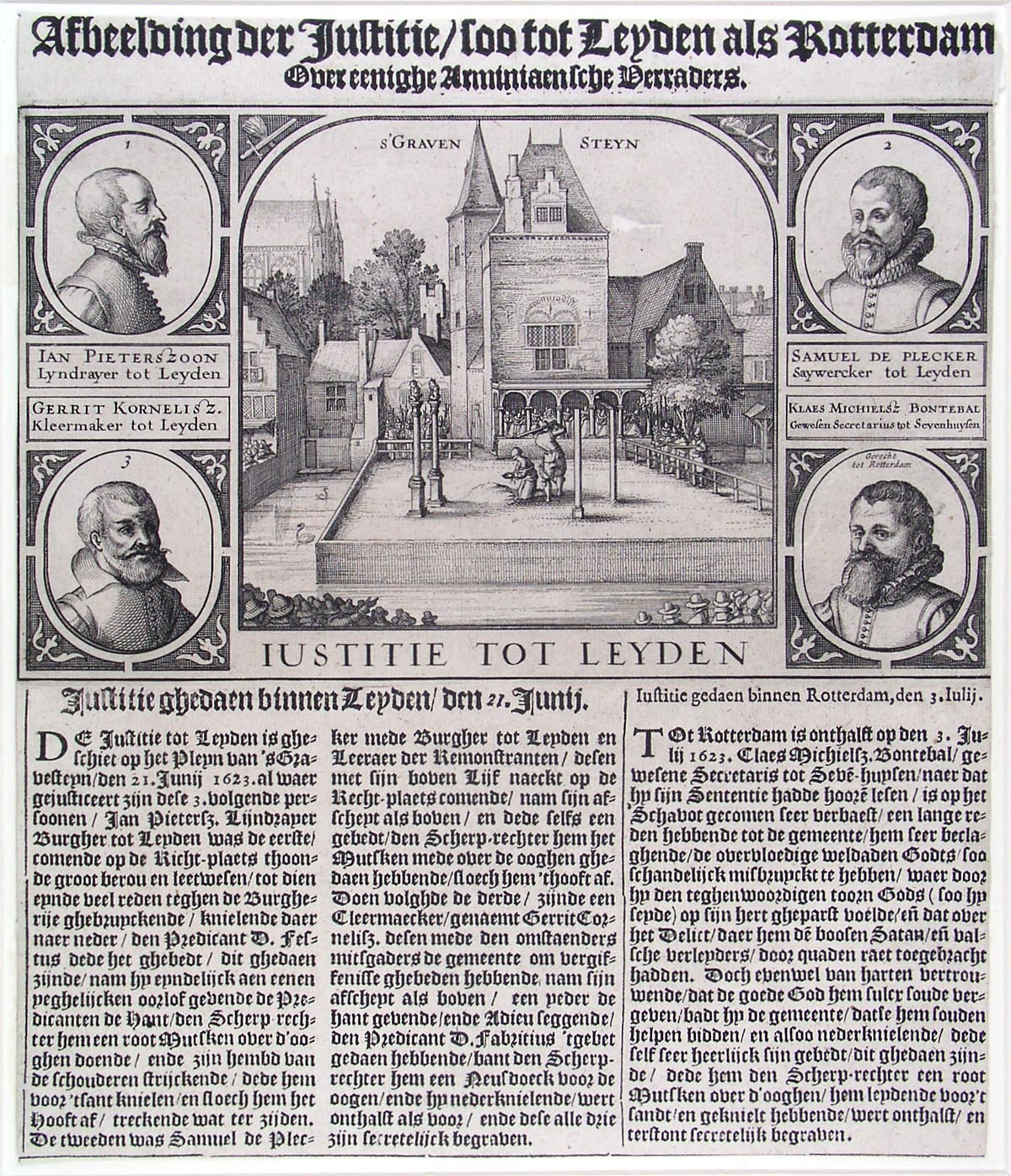
Plaat van Claes Jansz. Visscher uit 1623 van executies voltrokken voor het Gravensteen.

Het Gravensteen is een monument aan het plein Gerecht in de Nederlandse stad Leiden. In de loop der jaren heeft het gebouw verschillende functies gehad, onder meer woning, gevangenis, boekenmagazijn en universiteitsgebouw.

## Geschiedenis
Het Gravensteen werd gebouwd in het begin van de dertiende eeuw. Het diende aanvankelijk als (privé-)vluchttoren van de graven van Holland, die zelf regelmatig in de naastgelegen versterkte hoeve (Huize Lokhorst) woonden, en later als de grafelijke en stedelijke gevangenis. De vierkante toren met naaldspits stamt (waarschijnlijk) uit het begin van de dertiende eeuw en is daarmee het oudste deel van het gebouw. De zeshoekige traptoren aan de linkerzijde dateert uit de tweede helft van de vijftiende eeuw.
In 1463 schonk Filips de Goede het pand aan de stad Leiden, waarna het de functie van stedelijke gevangenis en gevangenis voor Rijnland kreeg. Doodstraffen werden vanaf dat moment op het plein voor het Gravensteen (het Gerecht) ten uitvoer gebracht. In 1556 werd het Gravensteen uitgebreid met een cellenblok dat nog steeds intact is. In 1598 werd de gevangenis voorzien van een tuchthuis en in 1655 van een spin- en rasphuis. Ten slotte werd in 1672 een nieuwe vierschaar (de plaats waar rechtgesproken werd) aangebouwd. Aan het eind van de negentiende eeuw raakte het gebouw steeds meer in onbruik. De laatste doodstraf werd hier in 1856 voltrokken.
In 1955 kreeg het Gravensteen een nieuwe functie: het gebouw werd een boekenmagazijn. Al spoedig veranderde de functie van het gebouw opnieuw. De Universiteit Leiden kampte met ruimtegebrek en nam het gebouw in gebruik. Met name de afdeling rechtsgeschiedenis van de juridische faculteit vond hier onderdak op een historierijke plek. Van 2006 tot 2011 was het International Office van de universiteit in dit gebouw gevestigd. Van 2011 tot 2024 zat hier de afdeling Studenten- en Onderwijszaken van de Universiteit Leiden.
Vanaf zomer 2025 is de Leidse uitgeverij Bot Uitgevers, uitgever van maatschappelijke relevante non-fictie, in het Gravensteen gevestigd. 
.

## Afbeeldingen

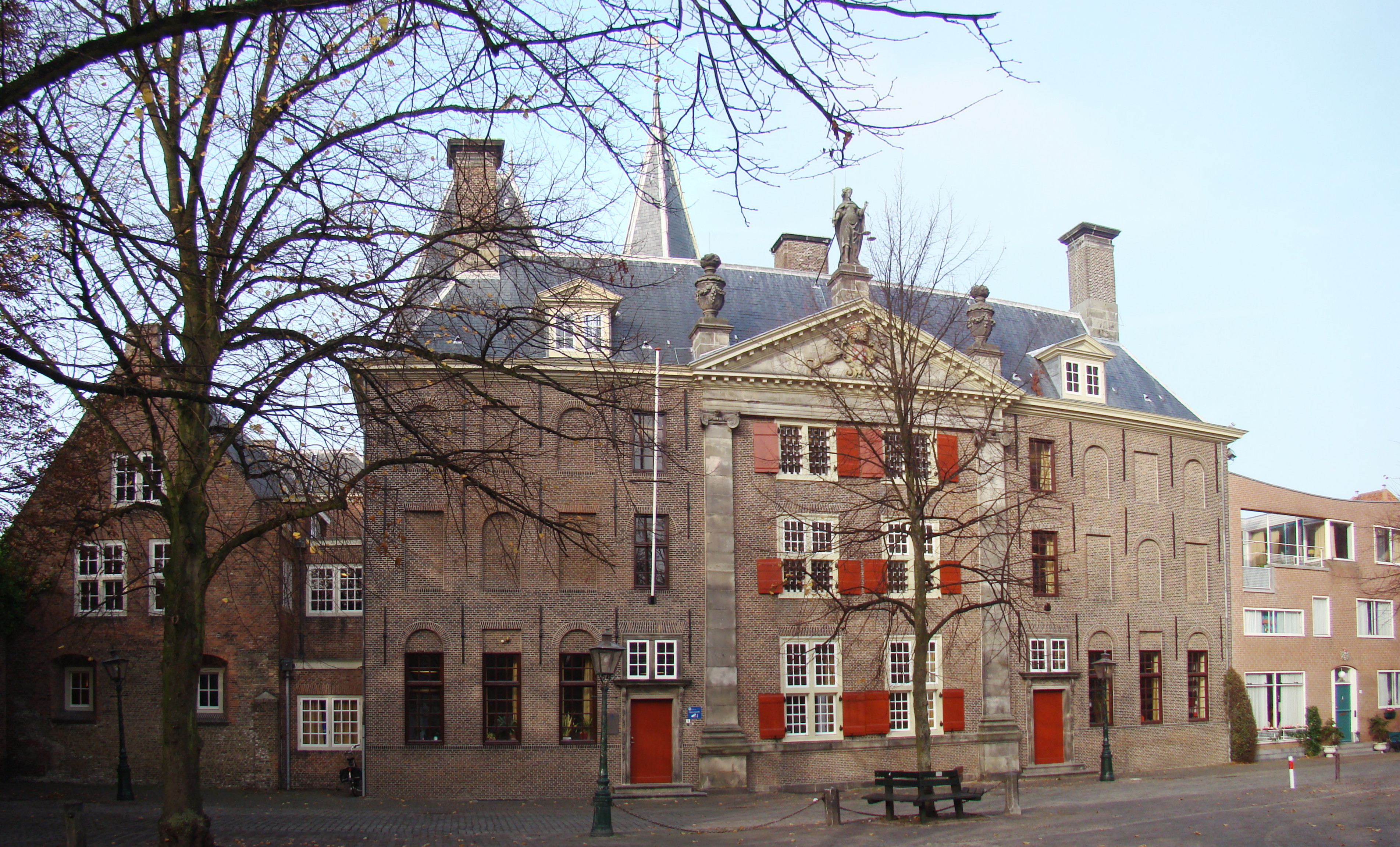
Achterzijde (Pieterskerkhof).
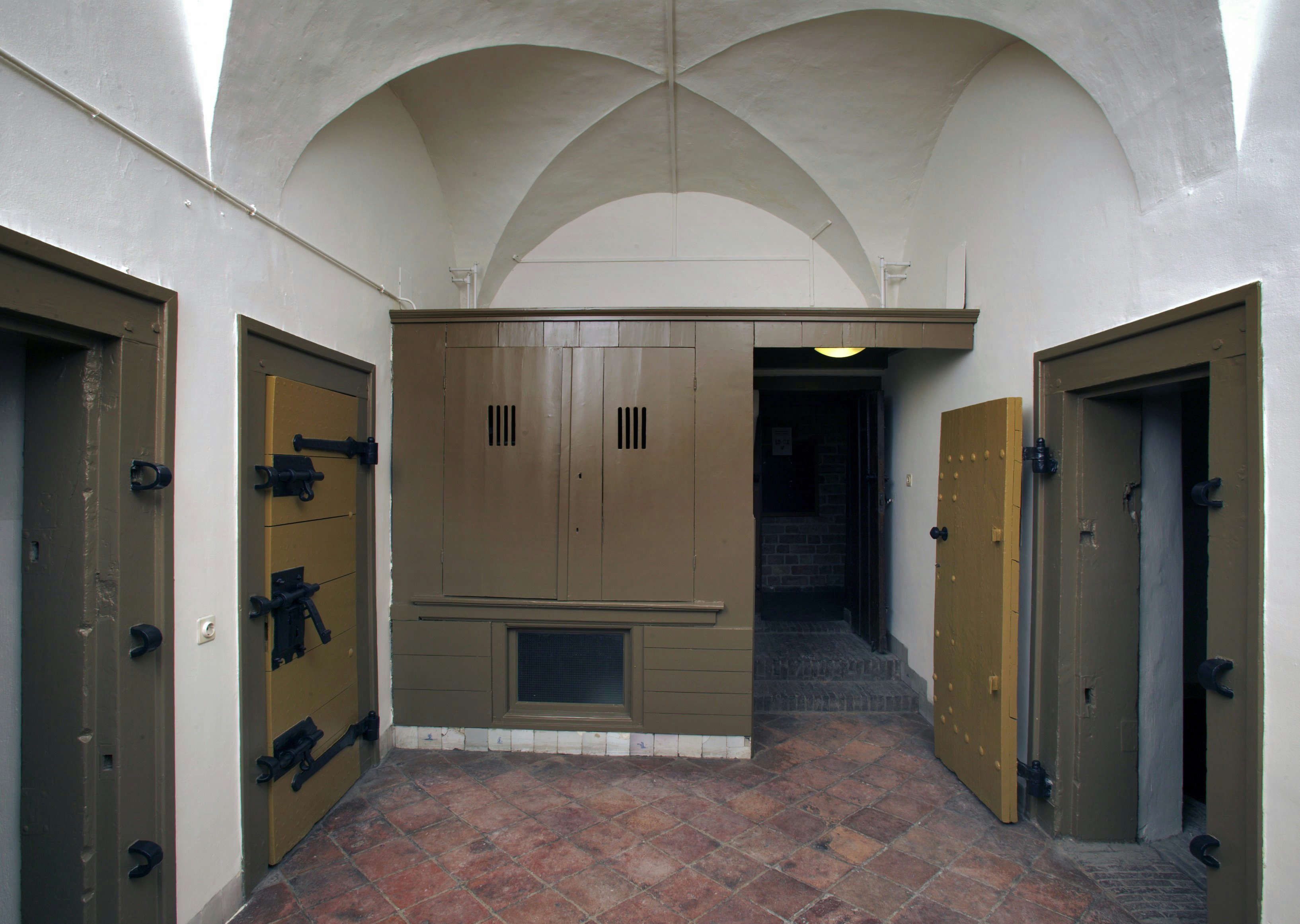
Interieur (cellencomplex).
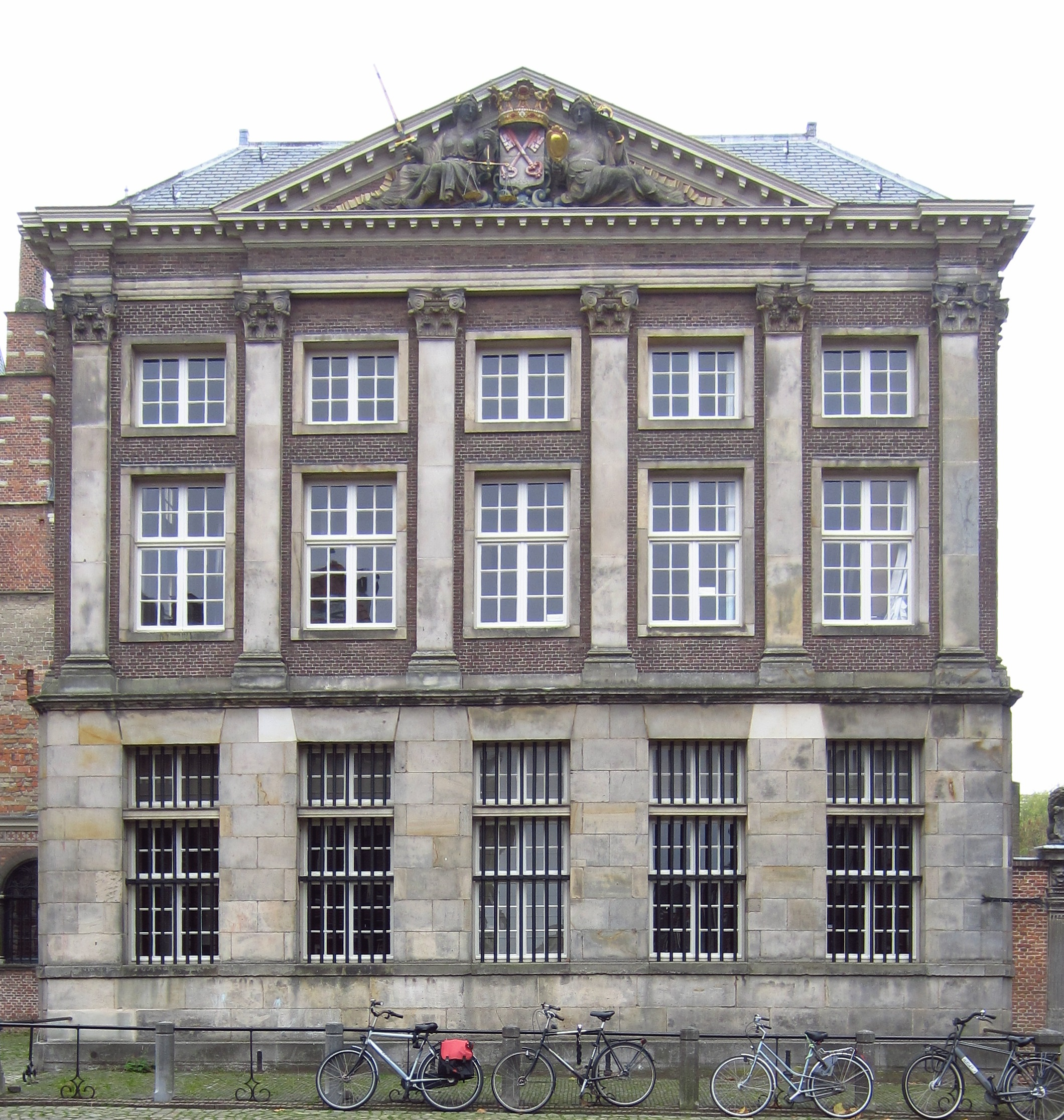
Vierschaar (Gerecht).
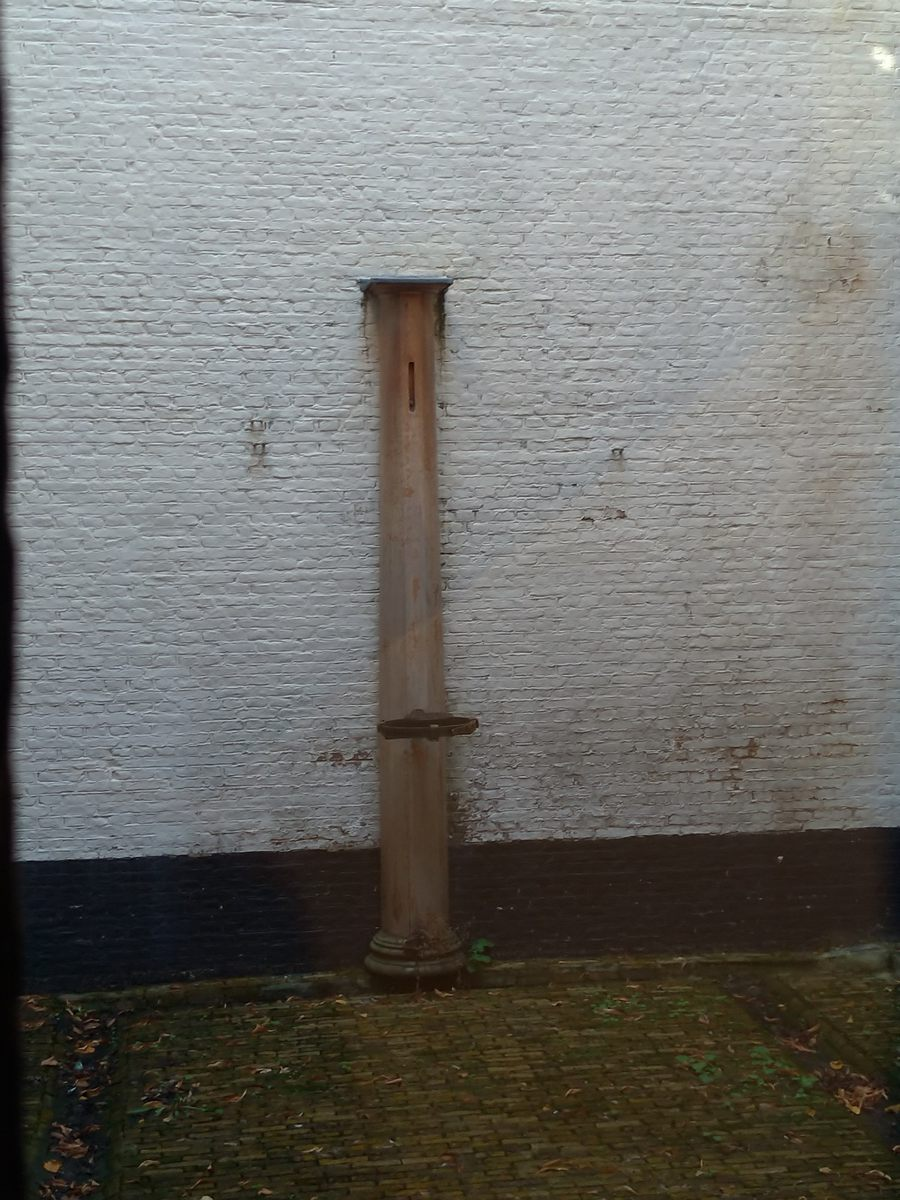
Geselpaal op het plein.

Abbenbroek · Abspoel · Adegeest · Slot Alkemade ·  Altena · Arkelsburg · Bellesteyn · Huis ten Berghe · Binckhorst · Binnenhof · Blijdestein · Te Blotinghe · Boekenburg · Boekhorst · Boshuysen · Bulgersteyn · Burcht (Leiden) · Burcht (Voorne) · Slot Capelle · Coebel · Cranenburg · Crayestein · Cronesteyn · Crooswijk · Develstein · 't Huys Dever · Dirks Steenhuis · Ter Does · Duivenstein · Duivenvoorde · Endegeest · Endepoel · Foreest · Giessenburg · Gravensteen · Groot Haesebroek · 's Heeraartsberg · Hof van Wateringen · Holy · Slot Honingen · Kasteel van de Heren van Arkel · Kasteel van Gouda · Keenenburg · Kasteel Keukenhof · Klein Poelgeest · Huis te Langerak · Langestein · Huis te Liesveld · Ter Lips · De Loo · Madeburcht · Marenburch · Meerburg · Huis te Merwede · Huis ter Mey · Kasteel van der Meye · Niemandsvriend · Noordeloos · Oud-Berendrecht · Oud-Poelgeest · Oud Teylingen · Paddenpoel · Persijn · Groot Poelgeest · Hof van Putten · Puttensteyn · Landgoed De Raephorst · Kasteel Ravesteyn · Kasteel van Rhoon · Rijnegom · Rijnenburg · Huis te Riviere · Rodenburg · Hofstad Rodenrijs · Rodenrijs · Rosenburgh · Huis Roucoop · Santhorst · Schelluinderberg · Schonenburg · Kasteel van Schoonhoven · Souburgh · Spangen · Starrenburg · Huis ter Specke · Steenvoorde · Stenevelt · Slot Teylingen · Den Toll · Torenvliet · Slot Valckesteyn · Huis ter Waard · Warmont · Ter Weer · Hof van Wena · Kasteel Westerbeek · Huis te Woude · Kasteel van IJsselmonde · 't Zand · Huis Zevender · Kasteel aan de Zevender · Zijlhof · Zonneveld · Huis Zuidwijk · Zwieten